# Opus reticulatum

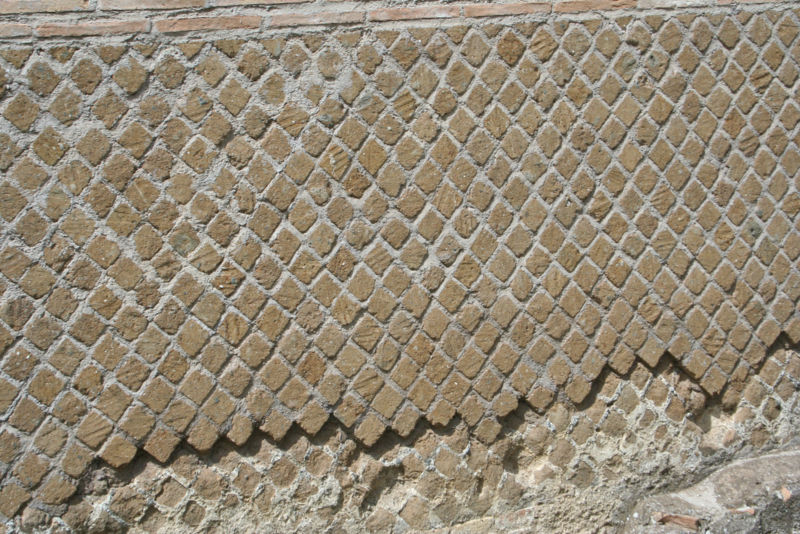
Opus reticulatum använt på ytterväggen av Hadrianus villa från 100-talet.

Opus retikulatum eller Nätförband, är ett inom byggnadskonsten använt murförband, där stenarna är ställda på hörnkant, så att fogarna blir diagonala. Nätförbandet användes ibland i den gamla romerska och någon gång den fornkristna byggnadskonsten. Även en nätliknande ornering kallas nätverk.